# 邵元华
邵元华（1962年9月—），男，河南信阳人，中国化学家，北京大学教授，主要研究方向为软界面电分析化学与电化学传感。曾获得中国化学会梁树权分析化学奖、中国教育部自然科学一等奖等奖项。中国教育部第六批“长江学者”特聘教授。

## 生平
1983年和1986年，先后在武汉大学获得学士、硕士学位，1991年在爱丁堡大学获得博士学位，1991至1995年，先后在爱丁堡大学、匹兹堡大学从事博士后研究。
1995至2002年，先后在纽约市立大学、中科院担任研究员等职。2002年至今担任北京大学化学与分子工程学院教授。